# Philadelphia Blazers
Philadelphia Blazers var en professionell ishockeyklubb i Philadelphia, Pennsylvania, som spelade i World Hockey Association under ligans första säsong 1972–73.

## Historia
Från början planerade WHA att ha ett lag i Florida, under namnet Miami Screaming Eagles, som man hoppades bli ett stabilt lag i den nya ligan. Eftersom Florida saknade NHL-lag så ansågs det vara ett viktigt fäste för den nya ligan. Lagets ägare satsade på att få dit etablerade stjärnor, bland annat skrev stjärnmålvakten Bernie Parent på för klubben. Men en kombination av dålig ekonomi och avsaknad av en tillräckligt stor arena gjorde att laget aldrig kom igång och resterna av laget såldes till nya ägare i Philadelphia.
Philadelphia Blazers spelade sina matcher i Philadelphia Civic Center, en äldre arena med en kapacitet på 12 000 åskådare. Från NHL lockades Derek Sanderson med ett lukrativt kontrakt och blev en av dåtidens högst betalda idrottsmän. Laget gick ganska bra då man tog sig till slutspel, men efter säsongen såldes laget och flyttades till Vancouver där det omformades till Vancouver Blazers.